# The Montana Kid
Pour plus de détails, voir Fiche technique et Distribution.
The Montana Kid est un film américain réalisé par Harry L. Fraser, sorti en 1931.

## Synopsis
Le fils de Burt Burke, Andy, arrive bientôt à Miles City, et Burt célèbre son retour imminent avec son ami Bill Denton. Dans le saloon, Burt joue avec Chuck Larson et perd. Au lieu de signer une reconnaissance de dette avec Larson, Burt se fait piéger pour qu'il cède son ranch. Quand Burt se rend compte qu'il n'a pas mis le montant dû sur le billet, il essaie de l'obtenir de Larson, qui ne veut pas que Burt voie le papier. Pendant que Denton salue Andy, Larson tire sur Burt. Après la mort de Burt, Denton prend en charge Andy et ils vivent ensemble dans le ranch de Burke. Molly Moore, la nièce du shérif, aide aux tâches ménagères, et elle et Denton tombent amoureux.
Sept mois après la mort de Burt, Larson réclame le ranch. Denton soupçonne Larson d'être responsable de la mort de Burt et est maintenant convaincu que Larson est également responsable du vol du ranch. Pour se venger, Denton devient un voleur de diligence, ne volant que l'argent de Larson jusqu'à ce qu'il ait assez pour racheter le ranch pour Andy. Larson découvre qui est responsable de ses pertes, et alors que Denton s'enfuit du saloon, Larson lui tire dessus, frappant Andy, qui est venu chercher Denton. Ils s'enfuient chez le shérif, où Molly s'occupe d'Andy. L'état d'Andy s'aggrave et Molly part à la recherche de Denton, ignorant que les hommes de Larson la suivent. Denton retourne chez le shérif et se rend. Larson tente de retirer Denton à la garde du shérif, mais les hommes du shérif l'en empêchent. Denton suit Larson, qui est maintenant en fuite, et le tue dans une fusillade. Le shérif innocente Denton, et Molly et lui reprennent leur relation.

## Fiche technique
- Titre original : The Montana Kid
- Réalisation : Harry L. Fraser
- Scénario : George Arthur Durlam
- Décors : Ernest R. Hickson
- Photographie : Archie Stout
- Son : J.R. Balsley
- Montage : Leonard Wheeler
- Production : Trem Carr
- Société de production : Monogram Pictures
- Société de distribution : Monogram Pictures
- Pays d'origine :  États-Unis
- Langue originale : anglais
- Format : Noir et blanc — 35 mm — 1,37:1 — son mono
- Genre : Western
- Durée : 60 minutes
- Dates de sortie : États-Unis : 10 août 1931
- Licence : Domaine public

## Distribution
- Bill Cody : Bill Denton
- Andy Shuford : Andy Burke
- Doris Hill : Molly Moore
- William L. Thorne : Chuck Larson
- Gordon De Main : Shérif Barclay
- Paul Panzer : Gabby Gable